# ネクスト・エンターテインメント・ワールド
ネクスト・エンターテインメント・ワールド（朝: 넥스트 엔터테인먼트 월드、英: Next Entertainment World Co., Ltd.）は、大韓民国の映画制作・配給会社（2008年6月設立）。略称は「NEW」。

## 概要
2008年に映画投資と国内流通事業としてスタートしたNEWは、映画、音楽、パフォーマンス、および付随的な権利部門を保有している。NEWは2013年に韓国の映画市場シェアをリードし、急成長を遂げ、現在市場で最も成功したコンテンツ配信企業の1つになっている。